# سوسپیلن
سوسپیلن (اوکراینی: Національна суспільна телерадіокомпанія України) شرکت دولتی رسانه‌ای اوکراینی است، که در سال ۲۰۱۵ تأسیس شد.